# Parfait Mandanda
Parfait Mandanda (Nevers, Francia, 10 de octubre de 1989) es un futbolista congoleño. Juega de portero y su equipo es el S. M. Caen del Championnat National.

## Biografía
Su hermano mayor, Steve Mandanda juega en el Olympique de Marsella de la Ligue 1 de Francia. Además, es internacional con la selección de fútbol de la República Democrática del Congo con la que consiguió la medalla de bronce en la Copa Africana de Naciones 2015. Sus hermanos menores Riffi Mandanda y Over Mandanda también son futbolistas, Riffi en US Boulogne y Over en FC Girondins.

## Selección nacional
Ha sido internacional con la selección de República Democrática del Congo en 20 ocasiones.

## Clubes
| Club                       | País           | Año       |
| -------------------------- | -------------- | --------- |
| F. C. Girondins de Burdeos | Francia        | 2008-2009 |
| A. S. Beauvais             | Francia        | 2009-2010 |
| Altay S. K.                | Turquía        | 2010-2011 |
| R. Charleroi S. C.         | Bélgica        | 2011-2021 |
| Dinamo Bucarest (cedido)   | Rumania        | 2019      |
| Hartford Athletic (cedido) | Estados Unidos | 2020      |
| Royal Excel Mouscron       | Bélgica        | 2021-2022 |
| S. M. Caen "II"            | Francia        | 2023      |
| S. M. Caen                 | Francia        | 2023-     |